# Mistrzostwa Świata w Kolarstwie BMX 1996
1. Mistrzostwa świata w kolarstwie BMX 1996 odbyły się w brytyjskim Brighton, w dniach 16 - 18 sierpnia 1996 roku. Były to pierwsze mistrzostwa świata w tej dyscyplinie zorganizowane przez Międzynarodową Unię Kolarską. W programie znalazły się następujące konkurencje: wyścig elite i juniorów (oba zarówno dla kobiet jak i mężczyzn) oraz cruiser juniorów i elite (tylko mężczyźni). W klasyfikacji medalowej zwyciężyli gospodarze zdobywając łącznie cztery medale, w tym trzy złote.

## Medaliści
| Konkurencja:          | Złoto:            | Srebro:            | Brąz:             |
| Klasyfikacja mężczyzn |                   |                    |                   |
| Elite                 | Dale Holmes       | Randy Stumpfhauser | Florent Boutte    |
| Juniorzy              | Carmine Falco     | Jason Whitted      | Thierry Fouilleul |
| Cruiser               | Jamie Staff       | Jason Richardson   | Florent Boutte    |
| Cruiser juniorzy      | Scott Beaumont    | Frédéric King      | Scott Burston     |
| Klasyfikacja kobiet   |                   |                    |                   |
| Elite                 | Natarsha Williams | Natascha Massop    | Kerstin Munski    |
| Juniorki              | Alesha Pollard    | Tatjana Schocher   | Sheila Songcuan   |

## Tabela medalowa
| Miejsce | Państwo           | Złoto | Srebro | Brąz | Razem |
| ------- | ----------------- | ----- | ------ | ---- | ----- |
| 1       | Wielka Brytania   | 3     | 0      | 1    | 4     |
| 2       | Australia         | 2     | 0      | 0    | 2     |
| 3       | Francja           | 1     | 1      | 3    | 5     |
| 4       | Stany Zjednoczone | 0     | 3      | 1    | 4     |
| 5       | Holandia          | 0     | 1      | 0    | 1     |
|         | Szwajcaria        | 0     | 1      | 0    | 1     |
| 7       | Niemcy            | 0     | 0      | 1    | 1     |